# Daniel Unger
Pour les articles homonymes, voir Unger.
Daniel Unger, né le 22 mars 1978 à Ravensbourg, est un triathlète allemand.

## Biographie
Daniel Unger est sacré champion du monde de triathlon en 2007 devant le public allemand, à Hambourg.
Lors de la coupe du monde de triathlon 2008, Daniel Unger remporte les manches de Richards Bay et de Hambourg et est sacré champion d'Allemagne sprint de triathlon,. Lors de l'épreuve de triathlon aux Jeux olympiques d'été de 2008, Daniel Unger termine sixième de la course.
Le 7 juillet 2013, pour la première fois sur un triathlon longue distance, il participe au championnat d'Europe d'Ironman à Francfort où il finit 15e dans un temps de 8 h 30 min 4 s.

## Palmarès
Le tableau présente les résultats les plus significatifs (podium) obtenus sur le circuit national et international de triathlon depuis 2002,.
| Année | Compétition                              | Pays           | Position | Temps           |
| ----- | ---------------------------------------- | -------------- | -------- | --------------- |
| 2012  | Frankfurt-City-Triathlon                 | Allemagne      |          | 1 h 55 min 27 s |
| 2011  | Coupe d'Europe - l'étape de Crémone      | Italie         |          | 0 h 55 min 32 s |
| 2010  | Championnat d'Allemagne                  | Allemagne      |          | 2 h 0 min 13 s  |
| 2008  | Coupe du monde - l'étape de Richards Bay | Afrique du Sud |          | 1 h 52 min 49 s |
| 2008  | Coupe du monde - l'étape de Hambourg     | Allemagne      |          | 1 h 46 min 51 s |
| 2008  | Championnat d'Allemagne                  | Allemagne      |          | 1 h 11 min 51 s |
| 2007  | Championnat du monde                     | Allemagne      |          | 1 h 43 min 18 s |
| 2007  | Championnat d'Europe                     | France         |          | 1 h 52 min 30 s |
| 2007  | Championnat d'Allemagne                  | Allemagne      |          | Timing          |
| 2006  | Championnat d'Allemagne                  | Allemagne      |          | 2 h 3 min 13 s  |
| 2004  | Championnat d'Europe                     | France         |          | 1 h 49 min 5 s  |
| 2004  | Championnat d'Allemagne                  | Allemagne      |          | Timing          |
| 2003  | Coupe du monde - l'étape de Madère       | Portugal       |          | 1 h 46 min 28 s |
| 2002  | Championnat d'Allemagne                  | Allemagne      |          | Timing          |
| 2002  | Coupe d'Europe - l'étape de Francfort    | Allemagne      |          | 1 h 42 min 31 s |